# Evolve (album Imagine Dragons)
Evolve (stylizowany zapis ƎVOLVE) – trzeci album studyjny amerykańskiego zespołu Imagine Dragons. Został on wydany 23 czerwca 2017 roku przez wytwórnię Interscope Records, należącą do Universal Music Group.

## Lista utworów
| Wydanie standardowe – 2017 | Wydanie standardowe – 2017                                                            | Wydanie standardowe – 2017 |
| Nr                         | Tytuł utworu                                                                          | Długość                    |
| -------------------------- | ------------------------------------------------------------------------------------- | -------------------------- |
| 1.                         | „I Don’t Know Why” (McKee, Platzman, Reynolds, Sermon, Larsson, Fredriksson, Tranter) | 3:10                       |
| 2.                         | „Whatever It Takes” (McKee, Platzman, Reynolds, Sermon, Little)                       | 3:21                       |
| 3.                         | „Believer” (McKee, Platzman, Reynolds, Sermon, Larsson, Fredriksson, Tranter)         | 3:24                       |
| 4.                         | „Walking the Wire” (McKee, Platzman, Reynolds, Sermon, Larsson, Fredriksson, Tranter) | 3:52                       |
| 5.                         | „Rise Up” (McKee, Platzman, Reynolds, Sermon, Hill)                                   | 3:51                       |
| 6.                         | „I’ll Make It Up to You” (McKee, Platzman, Reynolds, Sermon, Grant, DeZuzio)          | 4:22                       |
| 7.                         | „Yesterday” (McKee, Platzman, Reynolds, Sermon, Grant, DeZuzio)                       | 3:25                       |
| 8.                         | „Mouth of the River” (McKee, Platzman, Reynolds, Sermon, Randolph)                    | 3:41                       |
| 9.                         | „Thunder” (McKee, Platzman, Reynolds, Sermon, Grant, DeZuzio)                         | 3:07                       |
| 10.                        | „Start Over” (McKee, Platzman, Reynolds, Sermon, Larsson, Fredriksson, Tranter)       | 3:06                       |
| 11.                        | „Dancing in the Dark” (McKee, Platzman, Reynolds, Sermon, Grant)                      | 3:53                       |
|                            |                                                                                       | 39:12                      |

## Twórcy
Członkowie zespołu
- Dan Reynolds – wokal
- Ben McKee – bas, keyboard
- Daniel Platzman – perkusja
- Daniel Wayne Sermon – gitara

Pozostali twórcy
| - Alex da Kid – produkcja, programowanie - Dave Cerminara – inżynieria - Rob Cohen – inżynieria - Tom Coyne – nadzór - Jayson DeZuzio – kompozytor, produkcja - Travis Ference – inżynieria - Robin Fredriksson – kompozytor, produkcja, inżynieria - Serban Ghenea – miksowanie - Alexander Grant – kompozytor - John Hanes – inżynieria, miksowanie | - Eliot Hazel – zdjęcia - John Hill – kompozytor, produkcja - Mattias Larsson – kompozytor, inżynieria, produkcja - Joel Little – kompozytor, inżynieria, produkcja - Manny Marroquin – miksowanie - Randy Merrill – nadzór - Tim Randolph – kompozytor, inżynieria, produkcja - Justin Tranter – kompozytor - Mike Winkelmann – projekt okładki |

## Single
- Believer – 1 lutego 2017[8]
- Thunder – 27 kwietnia 2017[9]
- Whatever It Takes – 6 października 2017

## Notowania i certyfikaty
| Lista przebojów (2017-18)              | Najwyższa pozycja |
| -------------------------------------- | ----------------- |
| Australia (ARIA Charts)                | 4                 |
| Austria (Ö3 Austria Top 40)            | 2                 |
| Belgia (Ultratop 200 Albums, Flandria) | 5                 |
| Belgia (Ultratop 200 Albums, Walonia)  | 2                 |
| Czechy (ČNS IFPI)                      | 1                 |
| Dania (Hitlisten)                      | 6                 |
| Finlandia (Suomen virallinen lista)    | 1                 |
| Francja (SNEP)                         | 3                 |
| Hiszpania (PROMUSICAE)                 | 3                 |
| Holandia (MegaCharts)                  | 2                 |
| Irlandia (IRMA)                        | 3                 |
| Kanada (Billboard Canadian Albums)     | 1                 |
| Meksyk (AMPROFON)                      | 4                 |
| Niemcy (GfK Entertainment)             | 3                 |
| Norwegia (VG-Lista)                    | 1                 |
| Nowa Zelandia (Recorded Music NZ)      | 3                 |
| Polska (ZPAV)                          | 4                 |
| Portugalia (AFP)                       | 7                 |
| Szwajcaria (Alben Top 100)             | 1                 |
| Szwecja (Sverigetopplistan)            | 2                 |
| USA (Billboard 200)                    | 2                 |
| Węgry (MAHASZ)                         | 19                |
| Wielka Brytania (UK Albums Chart)      | 3                 |
| Włochy (FIMI)                          | 3                 |

| Kraj                     | Certyfikat         | Sprzedaż   |
| ------------------------ | ------------------ | ---------- |
| Austria (IFPI Austria)   | platynowa płyta    | 15 000+    |
| Dania (IFPI Dania)       | złota płyta        | 10 000+    |
| Francja (SNEP)           | platynowa płyta    | 100 000+   |
| Niemcy (SNEP)            | złota płyta        | 100 000+   |
| Norwegia (IFPI Norwegia) | 2× platynowa płyta | 60 000+    |
| Nowa Zelandia (RMNZ)     | złota płyta        | 7 500+     |
| Polska (ZPAV)            | diamentowa płyta   | 100 000+   |
| Szwecja (GLF)            | złota płyta        | 20 000+    |
| Stany Zjednoczone (RIAA) | 3× platynowa płyta | 3 000 000+ |
| Wielka Brytania (BPI)    | złota płyta        | 100 000+   |
| Włochy (FIMI)            | platynowa płyta    | 50 000+    |